# Martin Cranie
Martin James Cranie, né le 26 septembre 1986 à Yeovil, est un footballeur anglais. Il joue au poste de défenseur central ou gauche au Luton Town.

## Biographie

### En club
Martin Cranie commence sa formation dans le club Southampton FC où il atteint la finale en 2005 de la FA Youth Cup (une sorte de Coupe Gambardella anglaise) perdue contre Ipswich Town.
Pendant sa période à Southampton, il enregistre pas moins de 3 prêts dans des clubs de seconde zones, avec notamment des aller-retour pour disputer principalement des matchs de coupes avec son club formateur. Il reste peu de temps dans ces clubs et donc n'emmagasine pas assez d'expérience pour jouer au haut niveau.
En fin de contrat avec Southampton, il signe pour un club de premier choix avec Portsmouth FC, mais l'histoire des prêts à répétition redémarre, car il est prêté dans deux clubs différents. Il joue très peu avec Portsmouth.
En août 2009, il signe à Coventry City pour jouer en Seconde Division anglaise. Il y signe un contrat de 3 ans. Avec la descente du club en 3e division pour la saison 2012-2013, Cranie refuse de prolonger son contrat.
Durant l'été 2012, alors agent libre, il effectue des essais avec Leeds United. Le 21 août 2012, il signe un contrat d'un an en faveur de Barnsley.
Le 22 juillet 2015, il rejoint Huddersfield .
Le 31 janvier 2018, il rejoint Middlesbrough  jusqu'à la fin de la saison.
Le 1er septembre 2018, il rejoint Sheffield United.
A l'issue de la saison 2018-2019, il est libéré par Sheffield United. Le 28 juin 2019, il rejoint Luton Town.

### Carrière internationale
Après une sélection avec les moins de 20 ans, Martin est régulièrement appelé chez les espoirs anglais, il participe à 16 rencontres durant la période 2007-09, il participe à Euro espoirs 2009 avec quatre matchs à son actif et un but (le premier de sa carrière) contre la Suède.

## Statistiques détaillées
| Saison    | Club            | Pays                | Championnat       | Coupes nationales |
| --------- | --------------- | ------------------- | ----------------- | ----------------- |
| 2003-2004 | Southampton FC  | Premier League      | 1 match           | -                 |
| 2004-2005 | Southampton FC  | Premier League      | -                 | 1 match           |
| 2004-2005 | AFC Bournemouth | League One          | 3 matchs          | -                 |
| 2005-2006 | Southampton FC  | League Championship | 11 matchs         | 4 matchs          |
| 2006-2007 | Southampton FC  | League Championship | 1 match           | 2 matchs          |
| 2006-2007 | Yeovil Town FC  | League One          | 12 matchs         | -                 |
| 2007-2008 | Portsmouth FC   | Premier League      | 2 matchs          | 1 match           |
| 2007-2008 | QPR             | League Championship | 6 matchs          | -                 |
| 2008-2009 | Charlton AFC    | League Championship | 19 matchs         | -                 |
| 2008-2009 | Portsmouth FC   | Premier League      | -                 | 2 matchs          |
| 2009-2010 | Coventry FC     | League Championship | 15 matchs / 1 but | -                 |

Dernière mise à jour le 16 décembre 2009

## Palmarès

### En club
- Sheffield United
  - Vice-champion d'Angleterre de Champion d'Angleterre de D2 en 2019.